# Mehr als Liebe
Mehr als Liebe ist das 15. Album der deutschen Popband Habakuk aus Frankfurt
am Main. Das Album beinhaltet 15 Songs, darunter Lebendig und kräftig und schärfer, der auch das Motto für den 31. Deutschen Evangelischen Kirchentag in Köln gewesen ist.

## Texte und Musik
Die Texte aller Songs aus dem Album schrieb Pfarrer Eugen Eckert. Die melodische Umsetzung wurde von Andreas Neuwirth, Alejandro Veciana, Jan Koslowski und Esther Fischer übernommen.

## Titelliste
- 1. Lebendig und kräftig und schärfer
- 2. Vorbei ist der Winter
- 3. Allein sind wir Worte
- 4. Wenn jeder Mensch
- 5. Ein Funke springt über
- 6. Man muss die Feste feiern
- 7. Mit dem Mantel Deiner Güte
- 8. Wir werden nicht aufhörn
- 9. Mehr als Liebe
- 10. Du hast mir das Herz genommen
- 11. Mit einem Mal
- 12. Sommertag
- 13. Mit Schnee im Haar
- 14. Was bleibt
- 15. Denn wir sind Engel

## Bedeutung einiger Songs
Mit dem Mantel deiner Güte soll Gott für den Lebensweg des Menschen angebetet werden. Du hast mir mein Herz genommen beinhaltet die leidenschaftliche Liebe zweier Menschen. Allein sind wir Worte soll aussagen, dass die menschliche Nähe Kraft und Ermutigung schenken kann. Mehr als Liebe, das neunte Lied des Albums, soll zum Nachdenken anregen über das, was im Leben zählt und worauf man sich im normalen Leben und auch in extremen Zeiten verlassen kann.

## Kritiken
Klaus Simon (Ref. für NGL und Kinderlied in der Diözese Würzburg) schrieb über das Album, dass es von Rock, Pop bis hin zum Reggae geprägt sei. Die Liebeserklärungen, wie der Reviewer die Songs von Eugen Eckert nennt, seien musikalisch von Jan Koslowski, Alejandro Veciana, Esther Fischer und Andreas Neuwirth gut übernommen worden. Vor allem der Song Mit Schnee im Haar, welches das einzige von Esther Fischer selbst geschriebenes Lied ist, gefalle ihm sehr.
Kurt Rainer Klein vom Deutschen Pfarrerblatt schrieb über das Album, dass es sehr facettenreich sei, die Texte von Eugen Eckert teilweise biblische Gedanken aufwiesen und vor allem wegen ihrer literarischen Dichtung "gut" und "leicht" zu verstehen seien. Vor allem das neunte Lied Mehr als Liebe solle zum Nachdenken über das Wichtigste im Leben anregen.
Auch die musikalische Arbeit von Jan Koslowski, Alejanro Veciana, Andreas Neuwerth und Esther Fischer wird gelobt, da sie den Texten Eckerts Leben einhauchten.